# Belém (Brasil)
Belém (en español: Belén), a menudo llamado Belém do Pará (región inicialmente llamada Mairi), es una ciudad brasileña, capital del estado de Pará, la cual cuenta con una población de 2 146 595 habitantes, siendo la ciudad más poblada del estado.
Su área metropolitana está conformada por los municipios de Ananindeua, Belén, Benevides, Marituba y Santa Bárbara del Pará, la cual tiene una población estimada de 2 576 675 habitantes. Es la "puerta" de acceso al norte del Brasil, y el principal punto de entrada para la Amazonía, ya que se encuentra en la desembocadura del río Amazonas.[cita requerida] Está entre las 10 ciudades más grandes e influyentes de Brasil. Ciudad de origen portugués, fue fundada en 1616 con la construcción del Forte do Presepio, hoy Forte Castelo. Su situación representaba un sitio estratégico en el cual los portugueses podían controlar la navegación en la región y evitar ataques de invasores extranjeros.

## Toponimia
El nombre Belém es la palabra portuguesa para Belén, con origen en hebreo "בית לחם" transliterado ''Beit Lehem'', la ciudad donde los cristianos creen que Jesucristo nació. La ciudad tenía otros nombres antes de convertirse finalmente en Belém.

## Historia
La región que actualmente ocupa la ciudad estaba antiguamente poblada por los indios tupinambás.
La ciudad fue fundada el 12 de enero de 1616 por Francisco Caldeira Castelo Branco, que fue enviado por la Corona portuguesa para defender la región contra los intentos de colonización de los franceses, holandeses y británicos. Con este fin, se construyó una fortaleza llamada «Forte do Presépio» (actualmente llamado «Forte do Castelo»). Inicialmente, la ciudad fue nombrada «Feliz Lusitânia». Más tarde se la rebautizó como «Santa Maria do Grão Pará», y después como «Santa Maria de Belém do Grão Pará», para finalmente recibir su nombre actual «Belém».
Durante este periodo junto con la recolección de las llamadas drogas do sertão, la economía se basó en la agricultura de subsistencia y en la actividad ganadera y pesquera practicada principalmente por pequeños productores de las islas de Marajó y Vigía.
Estrechamente ligada a Portugal, Belém aceptó la independencia de Brasil en agosto de 1823, casi un año después de su declaración.

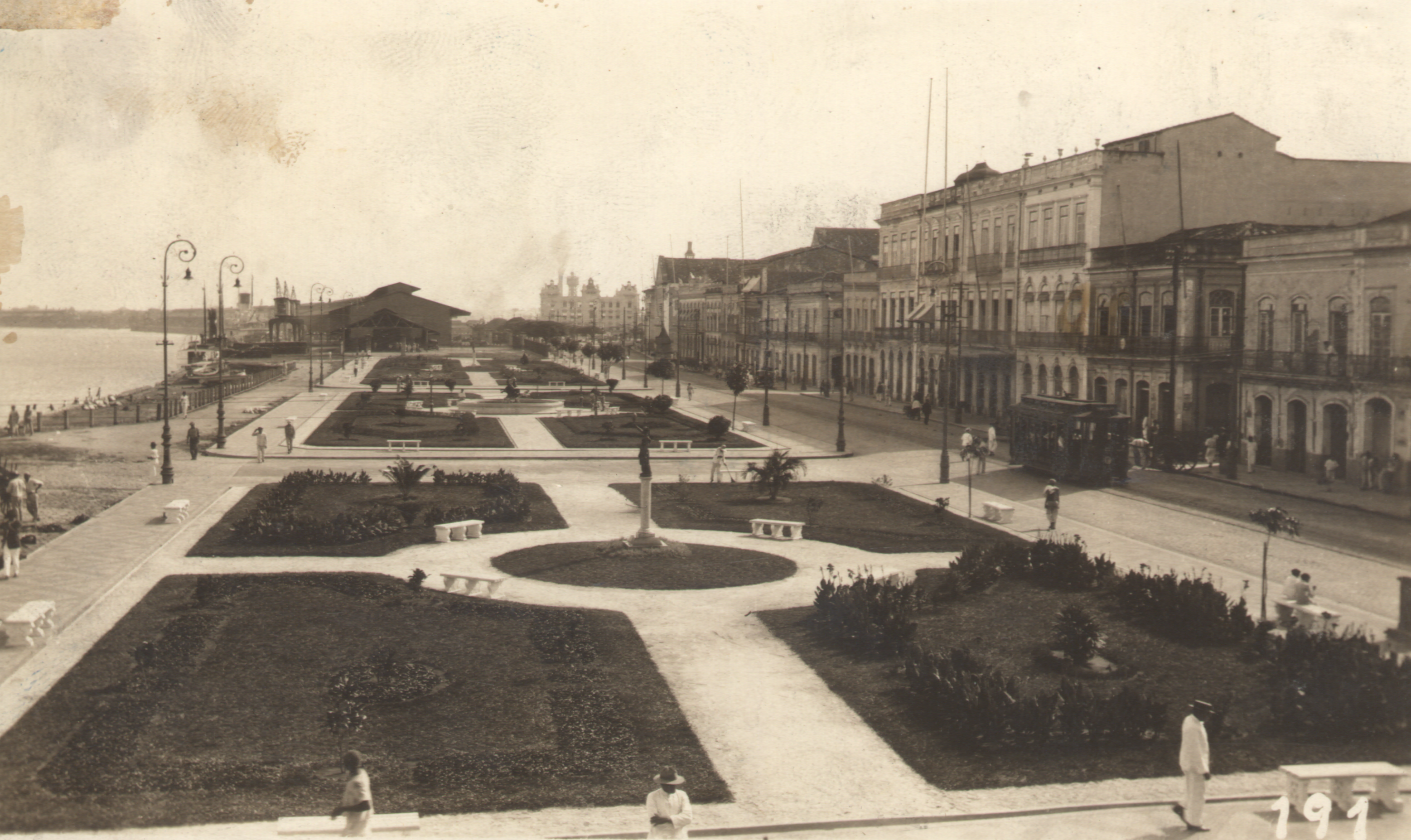
Belém, años 1910. Archivo Nacional del Brasil.

Entre los años 1835 y 1840 la ciudad fue centro de la revuelta del Cabanagem, la cual consiguió el derribo del gobierno local. Posteriormente el emperador Pedro II le concedió el título de municipio imperial.
A finales del siglo XIX y comienzos del XX, Belém alcanza gran importancia comercial debido al crecimiento de la producción del caucho, extraído del Hevea brasilensis, en un proceso que se denominó la Fiebre del caucho. De esta época datan los más emblemáticos edificios de la ciudad, como son el palacio Lauro Sodré, el Colégio Gentil Bittencourt, el Teatro da Paz (1878), el palacio Antônio Lemos y el mercado do Ver-o-Peso (1901).
A causa de este esplendor económico la zona se convirtió en un gran polo de atracción para inmigrantes extranjeros como portugueses, chinos, franceses, japoneses, españoles y otros, que llegaban para trabajar en la agricultura. También creció el comercio de esclavos que haría posteriormente surgir la figura del mestizo.

## Geografía
A partir de 2004, la población era aproximadamente de 1 421 000, lo que hace de Belén la décima mayor ciudad de Brasil. La región metropolitana tiene una población de aproximadamente 2 100 000, lo que la hace la décima región metropolitana más grande de Brasil. El sur del canal de desembocadura del río Amazonas se encuentra justo al norte de la ciudad, al igual que la isla de Marajó.

### Vegetación

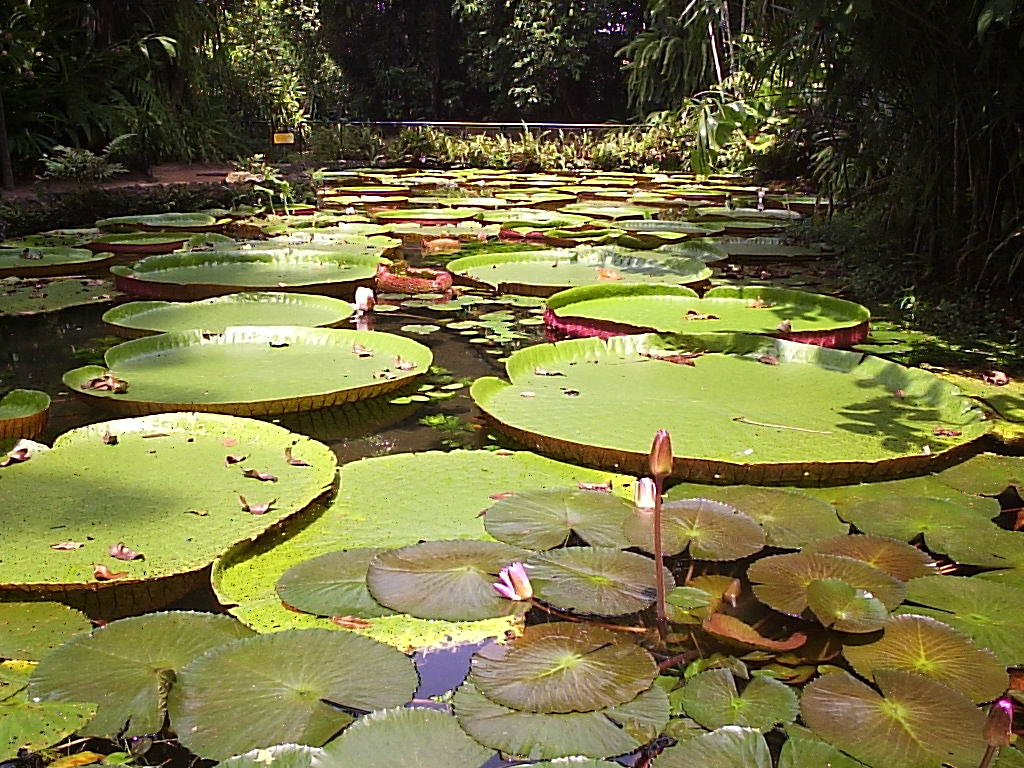
Vitoria Regia, en el museo Paraense Emílio Goeldi de Belém.

La selva amazónica representa más de la mitad de las selvas tropicales del planeta que quedan y comprende la mayor y más rica en especies del tracto de selva tropical en el mundo. Los bosques tropicales son los más ricos en especies bioma, y los de América son más ricos que los de África y Asia. Los bosques tropicales amazónicos tienen una incomparable diversidad biológica, hasta el punto de que más de un tercio de todas las especies del mundo viven en la Región Amazónica. La mayor biodiversidad del planeta está presente en todo el Estado de Pará.[cita requerida]

### Límites
Belén limita la norte con la bahía del Sol, con el Furo das Marinhas y el municipio de Ananindeua al este, con el río Guamá al sur, y con la bahía de Guajará al oeste.

## Clima
El clima de Belén es ecuatorial, cálido y húmedo por influencia directa de la selva amazónica donde las lluvias son constantes, todos los meses tienen precipitaciones de al menos 60 mm. De julio a noviembre se alcanzan las temperaturas más altas pudiendo llegar a los 41 grados. La temperatura promedio anual es de 25 °C, el índice de lluvias anuales es de 1900 mm.
| Parámetros climáticos promedio de Belém, Brasil              | Parámetros climáticos promedio de Belém, Brasil | Parámetros climáticos promedio de Belém, Brasil | Parámetros climáticos promedio de Belém, Brasil | Parámetros climáticos promedio de Belém, Brasil | Parámetros climáticos promedio de Belém, Brasil | Parámetros climáticos promedio de Belém, Brasil | Parámetros climáticos promedio de Belém, Brasil | Parámetros climáticos promedio de Belém, Brasil | Parámetros climáticos promedio de Belém, Brasil | Parámetros climáticos promedio de Belém, Brasil | Parámetros climáticos promedio de Belém, Brasil | Parámetros climáticos promedio de Belém, Brasil | Parámetros climáticos promedio de Belém, Brasil |
| Mes                                                          | Ene.                                            | Feb.                                            | Mar.                                            | Abr.                                            | May.                                            | Jun.                                            | Jul.                                            | Ago.                                            | Sep.                                            | Oct.                                            | Nov.                                            | Dic.                                            | Anual                                           |
| ------------------------------------------------------------ | ----------------------------------------------- | ----------------------------------------------- | ----------------------------------------------- | ----------------------------------------------- | ----------------------------------------------- | ----------------------------------------------- | ----------------------------------------------- | ----------------------------------------------- | ----------------------------------------------- | ----------------------------------------------- | ----------------------------------------------- | ----------------------------------------------- | ----------------------------------------------- |
| Temp. máx. abs. (°C)                                         | 35.9                                            | 34.8                                            | 37.3                                            | 35                                              | 34                                              | 35                                              | 35.3                                            | 35.5                                            | 34                                              | 35                                              | 35                                              | 37                                              | 37.3                                            |
| Temp. máx. media (°C)                                        | 30.9                                            | 30.5                                            | 30.4                                            | 30.8                                            | 31.3                                            | 31.7                                            | 31.7                                            | 32.1                                            | 32.1                                            | 32.2                                            | 32.3                                            | 31.9                                            | 31.5                                            |
| Temp. media (°C)                                             | 25.6                                            | 25.4                                            | 25.5                                            | 25.6                                            | 25.8                                            | 26                                              | 25.7                                            | 26                                              | 26                                              | 26.4                                            | 26.5                                            | 26.2                                            | 25.9                                            |
| Temp. mín. media (°C)                                        | 22.1                                            | 22.2                                            | 22.4                                            | 22.6                                            | 22.6                                            | 22.1                                            | 21.7                                            | 21.7                                            | 21.7                                            | 21.6                                            | 21.9                                            | 22                                              | 22.1                                            |
| Temp. mín. abs. (°C)                                         | 19.4                                            | 18.8                                            | 19.8                                            | 19.2                                            | 19.8                                            | 19.8                                            | 14                                              | 18.5                                            | 18.8                                            | 18.9                                            | 18.6                                            | 19                                              | 14                                              |
| Lluvias (mm)                                                 | 685.5                                           | 512.5                                           | 447.1                                           | 353.4                                           | 305.5                                           | 175.3                                           | 155.5                                           | 126.4                                           | 144.8                                           | 174.6                                           | 218.2                                           | 303                                             | 3601.8                                          |
| Días de lluvias (≥ 1 mm)                                     | 24                                              | 24                                              | 26                                              | 24                                              | 23                                              | 16                                              | 15                                              | 12                                              | 15                                              | 12                                              | 13                                              | 17                                              | 221                                             |
| Horas de sol                                                 | 139.4                                           | 102.5                                           | 103.6                                           | 121.9                                           | 181.6                                           | 225.9                                           | 252.4                                           | 263.5                                           | 230.5                                           | 233.4                                           | 204.6                                           | 182.3                                           | 2241.6                                          |
| Humedad relativa (%)                                         | 89.7                                            | 91                                              | 91                                              | 91                                              | 88                                              | 86                                              | 85                                              | 84                                              | 84                                              | 83                                              | 83                                              | 86                                              | 86.8                                            |
| Fuente: Brazilian National Institute of Meteorology (INMET). |                                                 |                                                 |                                                 |                                                 |                                                 |                                                 |                                                 |                                                 |                                                 |                                                 |                                                 |                                                 |                                                 |

## Composición étnica
Según un estudio genético autosómico de 2011, la composición de la población de Belén es 69,70 % de ancestralidad europea, 10,90 % africana y 19,40 % indígena.

## Economía
La economía de Belén se basa en servicio público, desarrollando actividades de comercio, servicios y turismo. También se ha desenvuelto la industria maderera, pesca, metalúrgica y el palmito, fuera del sitio urbano, pero dentro de la municipalidad. Belén funciona como centro comercial y financiero para la Amazonia oriental, concentrando la mejor infraestructura y mayor clase media del estado. Con pocas industrias, los gobiernos estatal y municipal intentan incrementar su economía a través del turismo, con destaque para el «turismo de eventos y negocios», implementando importantes proyectos de embellecimiento urbano y construcción/restauración de locales turísticos.

## Turismo y recreación

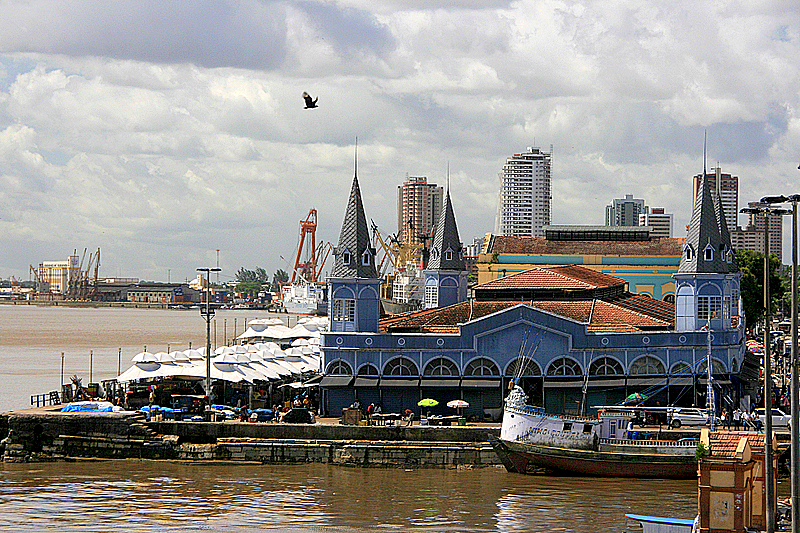
Mercado Ver-o-Peso.

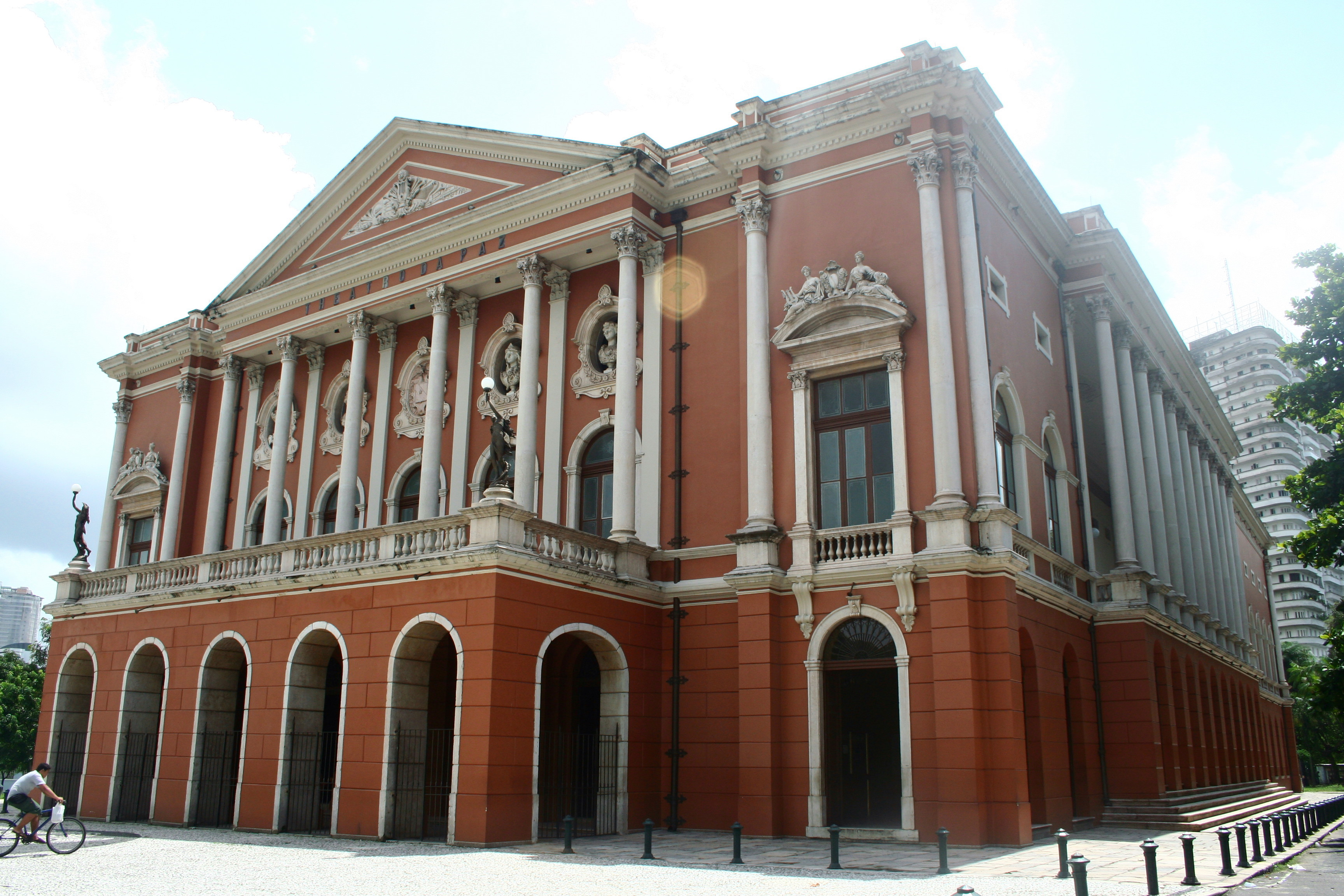
Teatro de Belén.

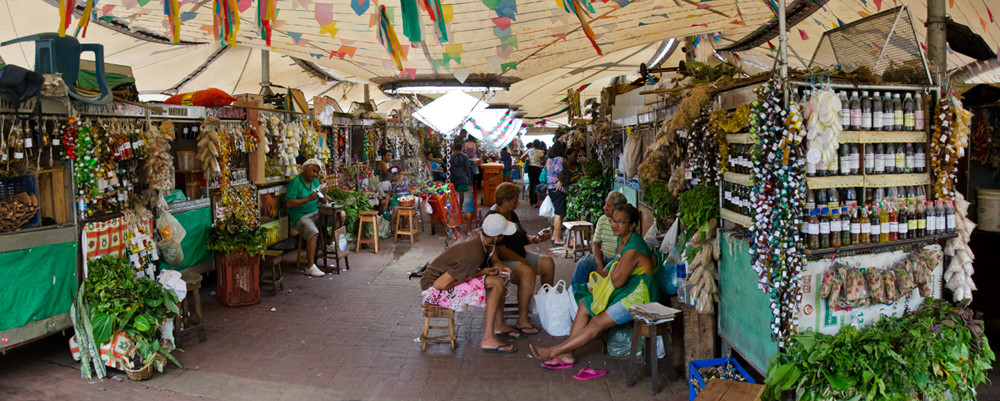
Mercado Ver-o-Peso zona de hierbas medicinales y santería.

### Bioparque Amazônia
Ubicado a menos de 15 km del centro de Belén, en el barrio de Tenón, el Amazonas Bioparque - Crocodile Safari está rodeado de bosques, ríos y arroyos. Resumen del paisaje del Amazonas con una exuberante flora y fauna, el zoológico cuenta con alrededor de catorce millas de senderos Pará en un área compuesta por cuatro ecosistemas interconectados.
Un gran Bioparque atractivo es el Museo de Paleontología y Malacología donde los visitantes pueden ver una colección de tres mil piezas de conchas y moluscos expuestos recogidos de todos los continentes. En el sitio, usted también verá pinturas con motivos de caboclos del Amazonas.
Bioparque La Amazonía es una inversión privada, autorizados y licenciados por el IBAMA para funcionar como zoológico de clase C, la única categoría de Pará Hay cuatro especies diferentes de lagartos en una población de miles de personas, destacando açu de cocodrilo, monos, osos hormigueros, y la nutria, el guacamayo jacinto, papagayos, tucanes, pacaranas, el águila arpía, entre otros animales.
El espacio también se utiliza la investigación y la educación ambiental, Bioparque es hoy uno de los lugares de interés de los más buscados después del turismo de ocio. El acceso puede hacerse por vía Maracacuera otro lado del río, a través de la compañía se especializa en viajes y turismo en el Amazonas Amazonas Atakan Tour, con salida en lancha rápida desde los muelles y terrenos por la carretera Augusto Montenegro.
El costo total de la atracción como el museo para una familia de cuatro personas, dos adultos y dos niños es de aproximadamente $ 150.00. El Bioparque también ofrece una guía durante el recorrido que dura aproximadamente tres horas y se puede llegar en coche en el zoológico. Un programa diferente para que usted pueda salir de Belén e instructivo, a los niños les encanta. Una sugerencia para complementar las parrillas son paseo Rodovia Augusto Montenegro para el almuerzo o restaurantes con un menú de Icoaraci irresistible.

### Jardín Botánico Rodrigues Alves

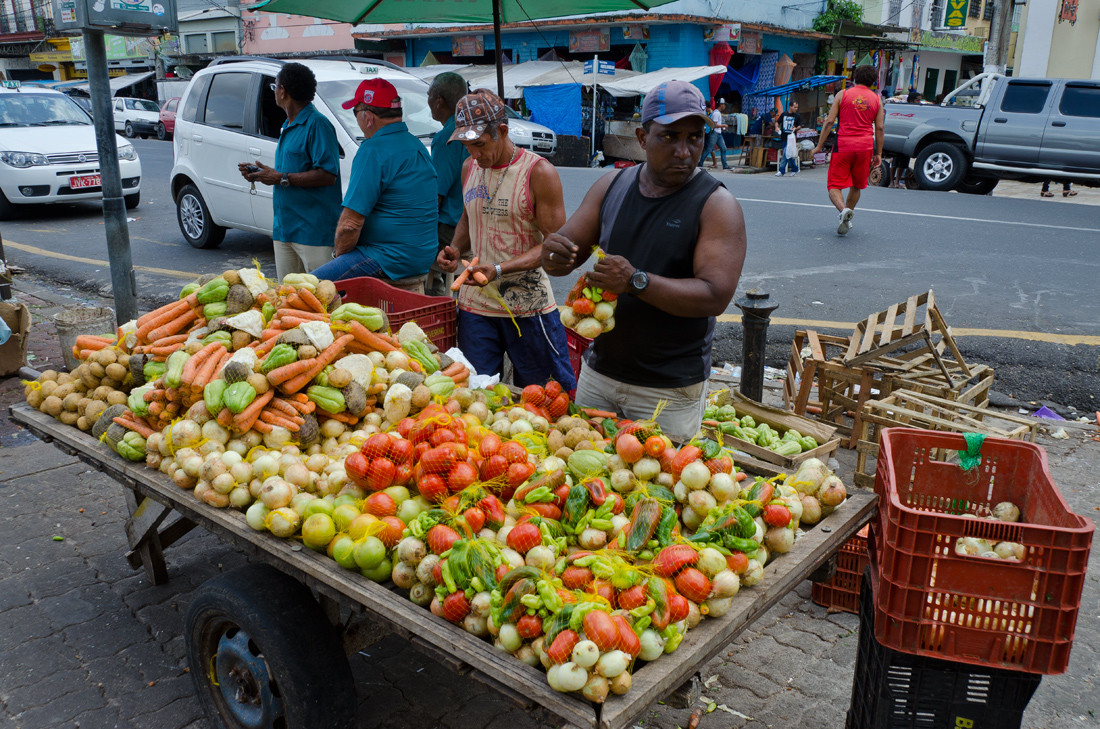
Venta de verduras en el mercado Ver-o-Peso

Inspirado por el parque Bois de Boulogne de París, el jardín Rodrigues Alves es un trozo de la Amazonía conservada en el centro de la ciudad. Consta de 16 hectáreas, en la amplia avenida Almirante Barroso (una de las calles de más actividad de la ciudad) cuenta con 2500 especies nativas, lagos, grutas, cascadas, e incluso la réplica de una montaña. Allí se pueden ver pequeños animales característicos de la región, como los agoutis y los guacamayos.

### El Complejo Estação das Docas
El complejo fue diseñado por Paulo Chagas, quien deseaba reabrir el acceso de Belém a la bahía de Guajará. El proyecto de restauración abarcaba la zona de los antiguos almacenes de la empresa Muelles Pará. Dichos almacenes portuarios habían sido elaborados a partir de estructuras de metal prefabricadas en Inglaterra, que fueron construidas a principios del siglo XX en Belém. Tiene 1,8 ha de zona urbanizada, con servicios de cafetería, diversos restaurantes, tiendas, agencias de viajes, bancos, además de un auditorio y dos monumentos: El Porto Memorial y el Memorial Fortaleza de San Pedro Nolasco, también tiene una estación fluvial y una amplia zona exterior.

### Mercado Ver-o-Peso

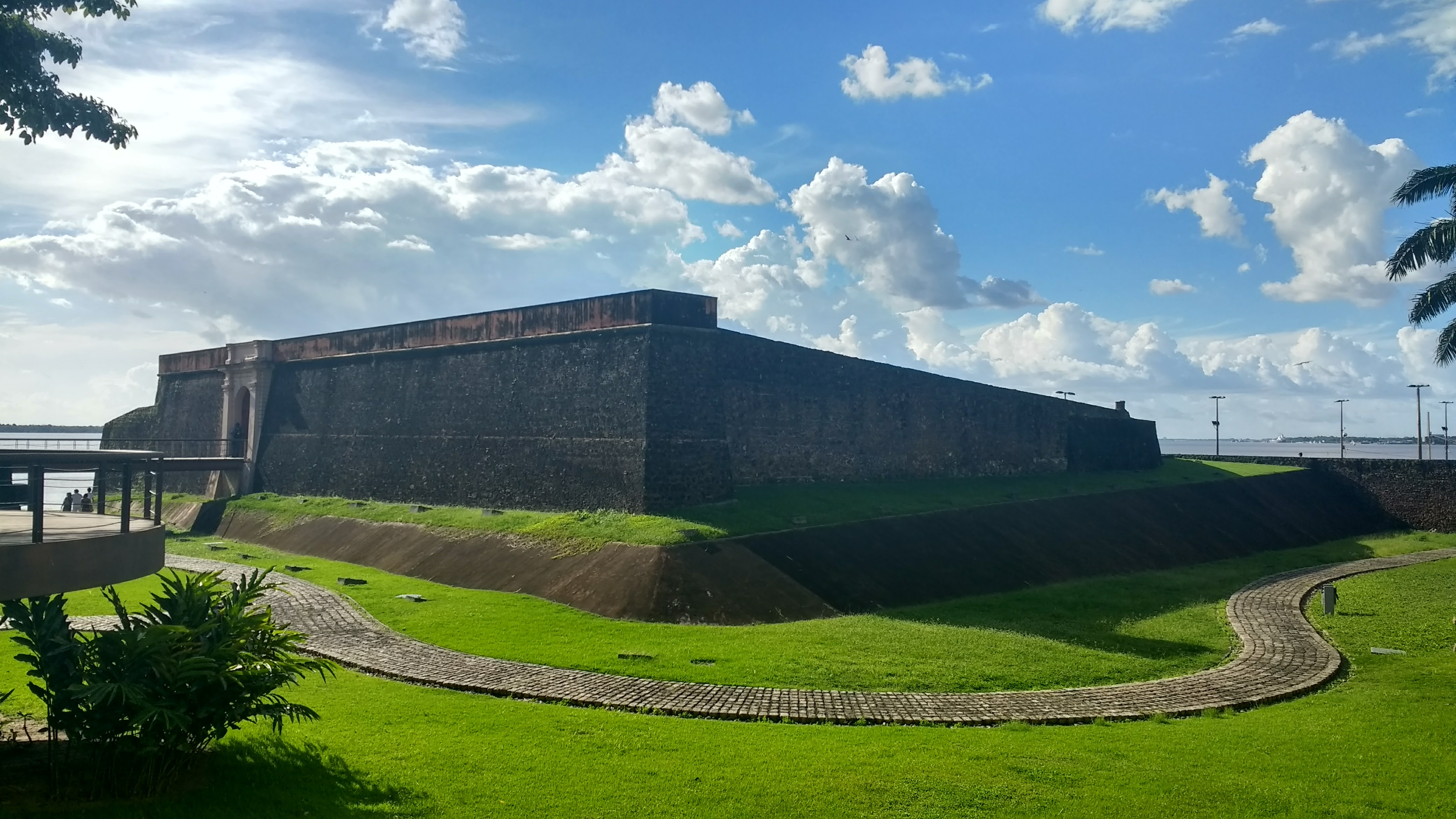
Fuerte del Pesebre en Belén (Pará)

Creado en 1688, como resultado de la decisión de los portugueses de recaudar un impuesto para todo lo que entrara y saliese del Amazonas. La mezcla de colores, aromas y objetos es muy interesante, así como folclórica, en este mercado de pueden encontrar hierbas medicinales, diferentes clases de frutas, los servicios públicos nacionales, carnes, pescados y condimentos y especias. El Mercado reúne a dos mil puestos de venta y a comerciantes de distintas partes de la región, que se encuentran cerca del antiguo Mercado de Ferro («Mercado del Hierro»). El mercado Ver-o-Peso es la mayor feria libre de América Latina, y también el símbolo de Belém y su mayor atracción turística.

### Ciudad Vieja / Feliz Lusitánea
Conocido como centro histórico de Belém, el local tiene como característica principal a la herencia arquitectónica del Brasil colonial. El barrio es una de las mayores referencias del patrimonio histórico y cultural del Pará.
El barrio nació con la construcción del fuerte do Presépio hoy llamado fuerte do Castelo, el cual fue construido a mando de la Corona portuguesa, en el inicio del siglo XVI.
En la ciudad vieja surgió la primera calle de la ciudad, la rua da ladeira. Otro lugar famoso del barrio es la plaza del reloj, con un reloj inglés de 12 metros levantado en los años 30.

## Religión
El municipio alberga una de las mayores procesiones religiosas de Brasil y la fiesta más grande del estado de Pará, el Círio de Nazaret. Las festividades comienzan el segundo domingo del mes de octubre y rinde homenaje a Nuestra Señora de Nazaret, patrona del Estado. Organizado desde 1793, actualmente se reúnen en torno a 1.5 millones de seguidores, que van en una procesión por la ciudad hasta la Basílica de Nazaret, donde la imagen es venerada.

## Gastronomía
La gastronomía de Belén tiene sabores africanos, portugueses, alemanes, británicos, españoles, franceses, italianos entre otros. La culinaria de este municipio tiene fuerte influencia indígena, los platos típicos locales son: pato no tucupi con jambu, el tacacá y la manizoba.

## Transporte

### Aeropuerto
El Aeropuerto Internacional de Belém fue fundado en los territorios que formaba la hacienda Val de Cans, perteneciente a la familia Mendonça. Estos terrenos fueron donados a los padres Mercedarios en 1675, pero en 1798 fueron expropiados mediante un decreto real.
En 1934, el general Eurico Gaspar Dutra, director de la Aviación Militar, ordenó que se buscase en Val de Cans un sitio óptimo para la construcción de un aeropuerto. El 3 de octubre de 1938 se seleccionó oficialmente el lugar exacto. Inicialmente se construyó una pista de aterrizaje de 1200 m × 150 m, así como un hangar para guardar los aviones.
Con la llegada de la Segunda Guerra Mundial, el aeropuerto de Belém se convirtió en escala de cientos de aviones estadounidenses y canadienses, que repostaban en la ciudad para luego continuar su viaje hasta el norte de África y Europa. El gobierno de Brasil logró obtener a cambio la ayuda norteamericana para construir dos pistas adicionales de 1500 m x 45 m, así como instalaciones mínimas para atender a personal militar y civil.
En 1945 los estadounidenses dejaron de utilizar el aeropuerto, y en su lugar llegaron las aerolíneas Panair do Brasil, Pan American, Cruzeiro do Sul y NAB (Navegação Aérea Brasileira), que iniciaron el transporte de pasajeros utilizando sus propias terminales. En 1958 se inauguró la primera terminal general.
El 24 de enero de 1959, el Aeropuerto de Belém fue declarado aeropuerto internacional.
Fue ampliado en el 2001 por el arquitecto Sérgio Parada. Puede atender 2.7 millones de pasajeros anualmente y cuenta con un área de 33.255,17 m². En el 2006 se movilizaron 1.776.008 pasajeros, lo que significa un incremento de pasajeros en 48% en cuatro años.

### Carreteras
La principal carretera de acceso a Belém es a través de la autopista BR-153, más conocida como la autopista Belém-Brasilia, y de la BR-316.
Distancias:
- Manaos: 96 horas en barco o ferry.
- Marabá: 568 km.
- Altamira: 777 km.
- São Luís: 803 km.
- Teresina: 911 km.
- Brasilia: 2.134 km.
- São Paulo: 2.967 km.
- Río de Janeiro: 3246 km.

### Puerto
El puerto de Belém tiene restaurantes, galerías de arte, una pequeña fábrica de cerveza, tiendas de helados, stands de artesanía, kioscos de comida regional, cafés, un espacio para ferias y eventos, un teatro para 400 espectadores y un puerto turístico.

## Deportes
Los principales clubes de fútbol son el Clube do Remo y el Paysandu Sport Club, conocidos por su rivalidad. Otro tradicional club de fútbol de Pará es el Tuna Luso Brasileira, fundado por la comunidad portuguesa de Belém. También existen otros grupos menores que disputan el campeonato, como el Abaeté Futebol Clube, el Clube Municipal Ananindeua o Águia de Marabá Clube, y el Castanhal Esporte Clube.
El clásico de Belém es el Remo vs Paysandu, conocido como Re-Pa: estos dos clubes se han enfrentado desde el 10 de junio de 1914 (con victoria para el Remo 2 a 1). Ningún otro clásico de Brasil se ha jugado tantas veces como este, con casi 700 ediciones, es considerado además el mayor clásico de la Región Norte de Brasil.
| Predecesor: Cuenca | Ciudad Sudamericana Junto a Río de Janeiro, São Paulo y Curitiba 2002 | Sucesor: Buenos Aires |

## Curiosidades
- Belém fue la primera capital brasileña en tener energía eléctrica para sus habitantes.
- Belém fue la primera capital de la Amazonia.
- Belém es considerada la mayor ciudad situada sobre la línea del Ecuador.
- Belém está entre las diez ciudades más buscadas de Brasil.
- Belém tiene el quinto m² más caro de dich
- La región metropolitana de Belém es la 179 mayor del mundo, y está entre las diez mayores de Brasil.
- En 1994 se firma en esta ciudad la Convención Interamericana para prevenir, sancionar y erradicar la violencia contra la mujer, también conocida como "Convención Belém do Pará".

## Ciudadanos notables

### Artistas
- Carlitos bala, poeta y novelista.
- Dira Paes, actriz.
- Fafá de Belém, cantante.
- Gaby Amarantos, cantante.
- Joelma y Chimbinha, de la Banda Calypso.
- Lia Sophia, cantante.

### Deportistas
- Charles Dias, futbolista profesional.
- Carlos Gracie, uno de los fundadores del jiu-jitsu brasileño.
- Hélio Gracie, uno de los fundadores del jiu-jitsu brasileño.
- Giovanni Silva, futbolista profesional.
- Sócrates, exfutbolista profesional.
- Paulo Henrique Ganso, futbolista profesional.

### Políticos
- Almir Gabriel, exgobernador del estado Pará.

## Ciudades hermanas
- Perú - Paita [cita requerida]

| Predecesor: Bakú | Sede de las Conferencias de las Naciones Unidas sobre el cambio climático 2025 | Sucesor: - |